# George Gordon (4e comte de Huntly)
Pour les articles homonymes, voir George Gordon et Gordon.
George Gordon (1514 - 28 octobre 1562), 4e comte de Huntly, est un noble catholique écossais. Petit-fils du troisième comte de Huntly, et compagnon de jeunesse du roi Jacques V d'Écosse, il hérita du titre et des terres en 1524.

## Batailles
En 1542, il fut vainqueur des Anglais à la bataille de Haddon Rig où il commandait l'armée du roi d'Écosse. Membre du conseil de la régence sous le comte d'Arran et le cardinal Beaton, il s'opposa aux politiques anglophiles de Arran et succéda au poste de chancelier après le meurtre de Beaton en 1546. À la bataille de Pinkie Cleugh, « il était vêtu d'une suite d'armure dorée et richement décorée, surmontée d'un heaume splendide, et ce fut lui qui exécuta le rituel chevaleresque précédent la bataille en offrant au commandant ennemi une rencontre en combat singulier » À la fin de cette bataille, il fut capturé et aurait déclaré la phrase qui conduisit au terme de rough wooing. Il s'échappa au noël de 1548 et, en 1550, fit partie de la délégation qui accompagna Marie de Guise en France. Il perdit néanmoins son statut de Chancelier au profit d'un Français proche de Marie de Guise et fut même emprisonné en 1555 avant de voir sa réputation restaurée en 1557, année où il devint lieutenant général du royaume. Il fit partie des Lords de la Congrégation en 1560.

## Chute
Il était prêt à accepter le gouvernement d'Écosse de Marie Stuart mais celle-ci donna à son demi-frère James Stuart la propriété du Comté de Moray, qui avait été donné aux Gordon en 1549 : George Gordon se retira alors sur ses terres au nord-est de l'Écosse. Dans sa visite du nord-est en août 1562, Marie se vit harcelée par le troisième fils de Huntly, John, qui désirait l'épouser. L'accès au château d'Inverness lui fut également refusé sur les ordres de Gordon : les forces de la reine prirent le château puis se déplacèrent à Aberdeen où elle somma Gordon de se présenter. Celui-ci offrit d'aider à la capture de son fils John mais refusa de se présenter seul devant la reine. Il envoya dans le même temps son fils aîné, Lord George Gordon, chercher conseil auprès de son beau-père Châtelherault, dans le sud de l'Écosse. 
Huntly échappa par la suite de peu à Kirkcaldy et aux hommes de la reine. Ceux ayant appris que, s'il dormait chaque nuit dans un endroit différent il passait en revanche ses journées à Strathbogie, avaient essayé de l'y surprendre en vain. Huntly se retira alors dans les collines de Badenoch. Bien que les clefs de Findlater et de Auchendown aient été envoyées à la Reine, Huntly et son fils John refusaient toujours de se présenter devant elle. De plus, la reddition de Strathbogie fut refusée. Ainsi, le 16 octobre 1562, Huntly et John Gordon furent officiellement déclarés hors-la loi.
Ce fut Lady Gordon qui, après avoir vu sa demande d'entrevue avec la reine refusée, convainquit son mari d'attaquer : il se dirigea alors vers Aberdeen à la tête de 700 à un millier d'hommes. Néanmoins, James Stuart et ses hommes prirent le dessus à la bataille de Corrichie en octobre 1562 et le capturèrent ainsi que deux de ses fils: John Gordon et Adam Gordon, âgé de 17 ans. George Gordon mourut d'apoplexie ou d'une crise cardiaque peu après sa capture. Son corps fut embaumé afin que, conformément à la règle en cas de trahison envers l'autorité royale, celui-ci soit présent lors du procès mené par le Parlement. Ce procès eut lieu en mai 1563. George Gordon fut alors déclaré une nouvelle fois coupable de trahison et perdit ses droits à titre posthume. Il fut inhumé en avril 1566 dans le caveau des Gordon, dans la cathédrale d'Elgin.

## Héritage
Il eut neuf fils et trois filles de sa femme Elizabeth Keith, fille de Robert Keith, maître de Marischal et tante de Lady Agnès Keith (femme de James Stuart) dont:
- George : héritier des titres, obtint le pardon de la Reine après deux ans d'incarcération à Dunbar[3], mort en 1576[2] ;
- John : exécuté le 2 novembre 1562 ;
- Adam : né en 1545, obtint le pardon de la Reine[3].
- Jean : épouse de Bothwell.

De sources Roglo, base de données généalogiques, une fille, Elizabeth, morte en 1557, qui épouse John Stewart, Earl of Atholl (4e), mort le 25 4 1579.